# Благоустрій
Благоу́стрій та озеле́нення міськи́х експлуато́ваних терито́рій охоплює проведення робіт з інженерної підготовки, вертикального планування, облаштування територій вулиць, доріг, проїздів, велосипедних доріжок, озеленення та влаштування елементів дизайну міського середовища, які виконуються на замовлення підприємств, установ, організацій житлово-комунального господарства, інших юридичних осіб відповідно до затвердженої проєктно-кошторисної документації.

## Роботи з благоустрою
Роботи з благоустрою включають:
- інженерне забезпечення, інженерна підготовка та захист території;
- приведення території у належний санітарно-гігієнічний стан;
- створення пішохідно-транспортних комунікацій;
- ремонт та утримання будинків і споруд;
- озеленення, облаштування охоронних та рекреаційних зон;
- розміщення тимчасових споруд для обслуговування населення;
- міське обладнання (технологічне, функціональне облаштування, декоративне обладнання, запроєктоване за дизайнерськими розробками);
- ігрове та спортивне обладнання;
- встановлення освітлювального обладнання території, споруди;
- зовнішня реклама та засоби інформаційно-комунікаційних систем;
- тимчасове упорядкування територій, які втратили первісне функціональне призначення;
- оформлення та благоустрій будівельних майданчиків та об'єктів незавершеного будівництва.

## Нормативи
Благоустрій експлуатованих територій здійснюється відповідно до ДБН 360-92 «Містобудування. Планування та забудова міських і сільських поселень» тощо.